# Stanley Long
Stanley Alfred Long (26 de noviembre de 1933 - 10 de septiembre de 2012) fue un cineasta británico de cine de explotación y sexplotación. Fue un escritor, director de fotografía, editor, y finalmente, el productor y director de películas de explotación de bajo presupuesto.
Stanley Long murió en Buckinghamshire, el 10 de septiembre de 2012, a la edad de 78 años.